# アールズ・コート駅
アールズ・コート駅（アールズ・コートえき、英語: Earl's Court station）は、ロンドン・ケンジントン&チェルシー区にある、ロンドン地下鉄の駅である。
ディストリクト線とピカデリー線の2路線が乗り入れている。このうち、ディストリクト線は当駅から東方向に2方面に分岐し、西方向に3方面に分岐する、路線のハブ（交通結節点）として重要な位置を占める駅である。
この駅はトラベルカードゾーン1とゾーン2の境界にあり、両方のゾーンに含まれる。

## 駅構造
駅は南北に走るアールズ・コート・ロードとワーウィック・ロード（ともに国道A3220号線)という2本の道路の間で東西に伸びており、それぞれの道路に面して2つの駅舎がある。
ディストリクト線の駅は、島式ホーム2面4線の駅で、東行き・西行きが各1面ずつ使用。東行き・西行きの各方面の列車は相互に同じホームで乗換えが可能になっている。駅は掘割内にあり、大きな屋根がかけられている。
ピカデリー線の駅は地下深い場所にある2面2線のホームである。

## 歴史

### 開業以前

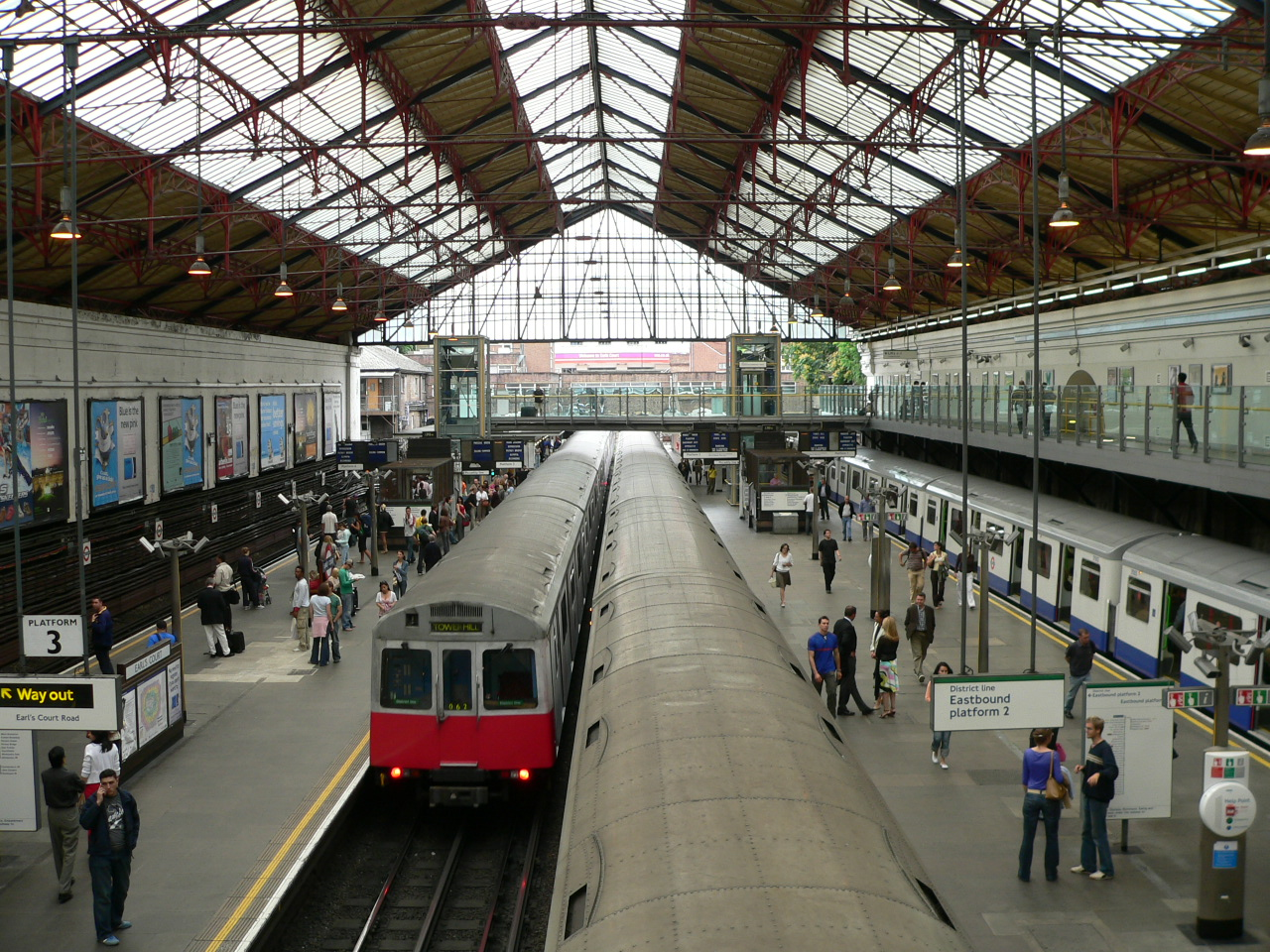
ディストリクト線ホームを俯瞰

1869年4月12日、メトロポリタン・ディストリクト鉄道がウェスト・ロンドン・エクステンション・ジョイント鉄道（現在のウェストロンドン線）と接続するために、グロスター・ロード駅からウェスト・ブロンプトン駅まで南西延伸線を開業させたが、この時にはアールズ･コート駅はまだ開業していなかった。
1871年7月3日、ウェスト・ブロンプトン支線から北方向へ、インナー・サークル（現在のサークル線）ハイ・ストリート・ケンジントン駅まで至る分岐線（現在のエッジウェア･ロード支線）が開業する。

### 初代駅の開業

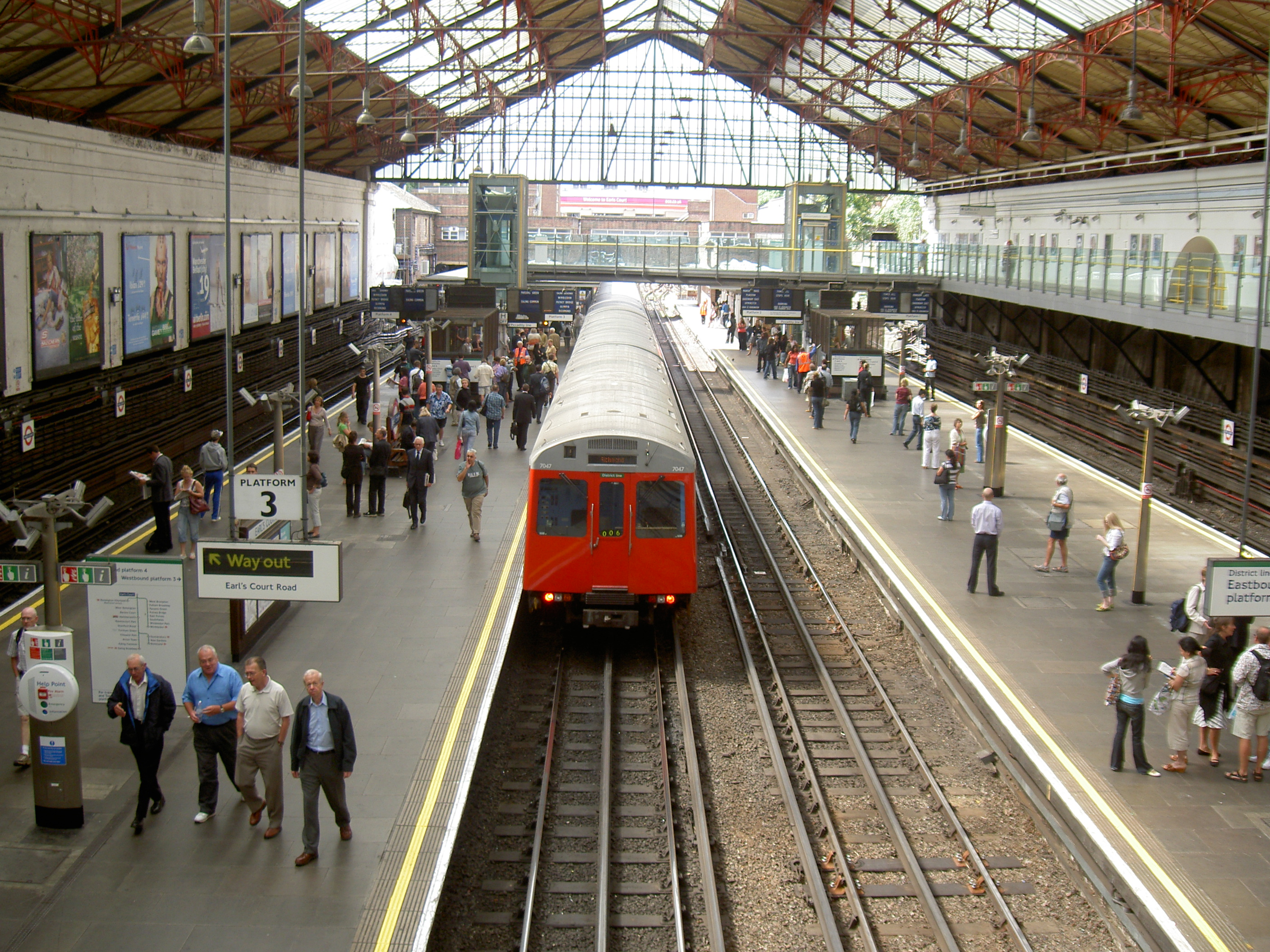
駅構内、ディストリクト線のホーム

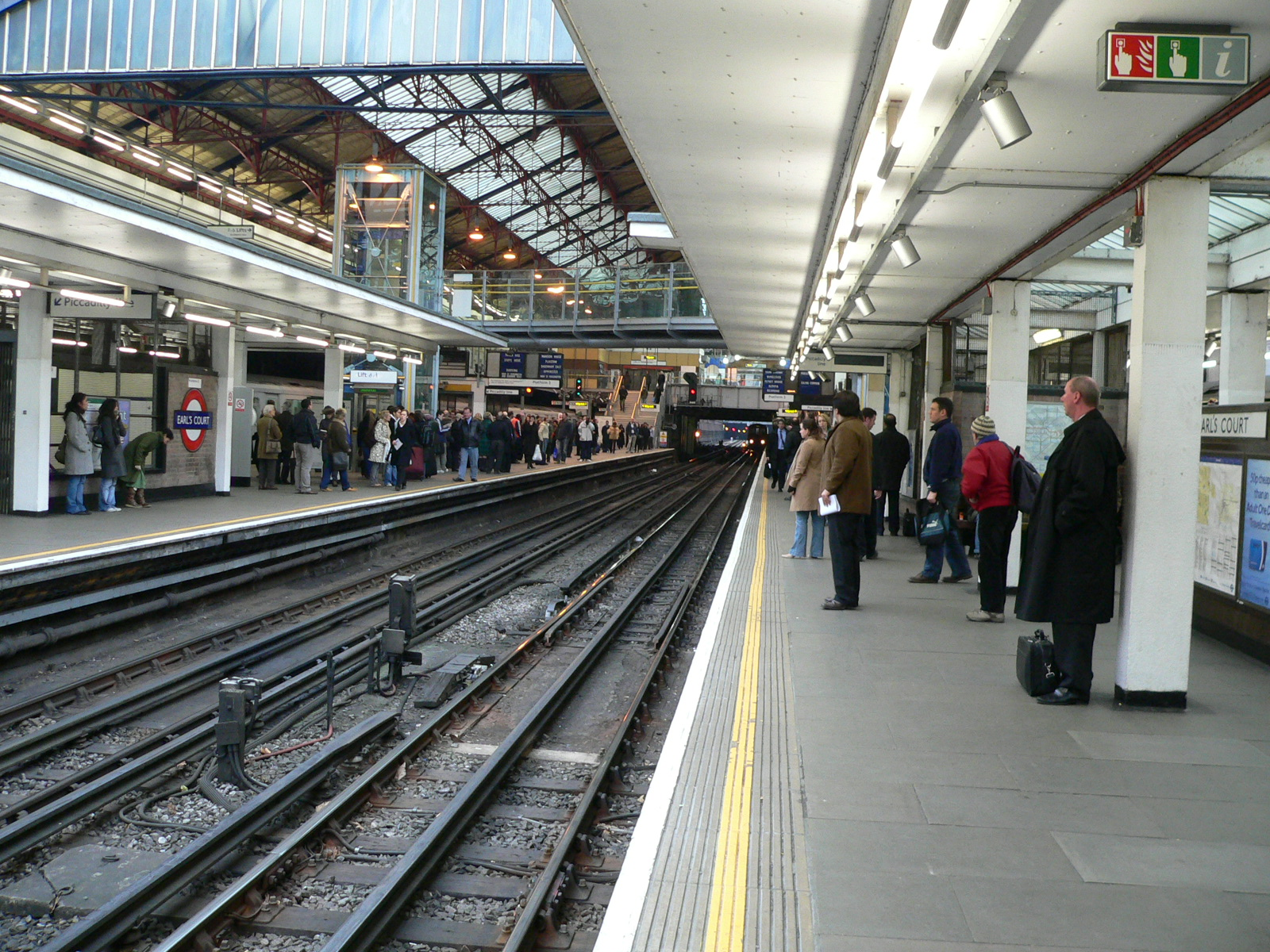
ディストリクト線のホーム

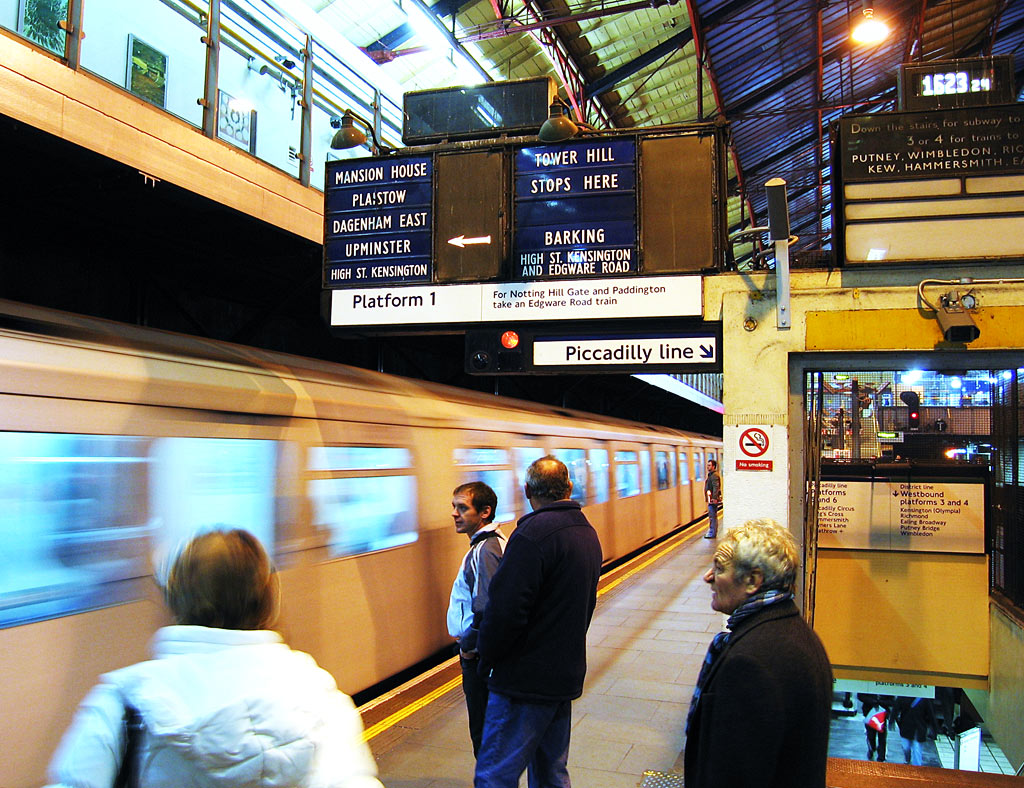
写真中央上はディストリクト線のホームにある到着列車の行先案内板。写真右側にはピカデリー線への乗り換え階段がある。

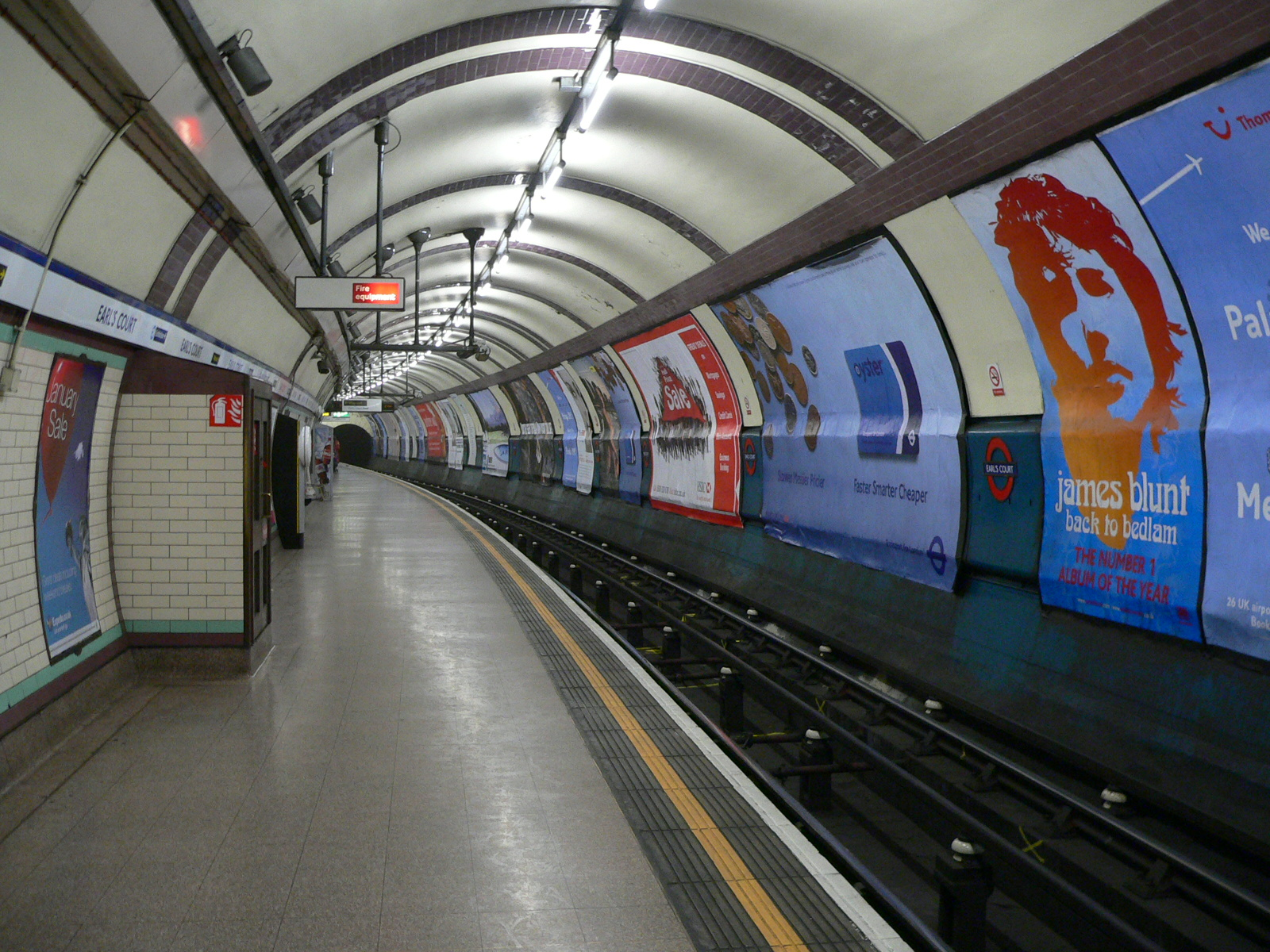
ピカデリー線東方面のホーム

1871年10月30日、初代の駅が開業した。初代の駅は現在より少し東の、アールズ・コート・ロードの東側に建設された。
1872年2月1日、メトロポリタン・ディストリクト鉄道は駅の西側からアディション・ロード駅（現在のケンジントン（オリンピア）駅）までの北行きの支線（現在のケンジントン（オリンピア）支線）を開業させた。同時に、メトロポリタン・ディストリクト鉄道の路線を越えてアウター・サークル系統の運転が始められている。同年8月1日には、ミドル・サークル系統の運行も始められた。ミドル･サークルはハマースミス&シティー鉄道とメトロポリタン・ディストリクト鉄道により運行されていた。
1874年9月9日、メトロポリタン・ディストリクト鉄道はアールズ・コート駅から西方向に、ウェスト・ケンジントン駅を経由しハマースミス駅に至る別の延伸線（現在のイーリング支線）を開業させた。
これにより、アールズ・コート駅からは5つの異なる方面へと列車を運行できるようになった。駅を効果的に運用することが、メトロポリタン・ディストリクト鉄道の成功の鍵となった。しかし、初代の駅は東側のジャンクションに近すぎたため、初代の駅は錯綜した。
1875年11月30日の火事で駅が損壊したため、新たに駅が建設されることになった。

### 二代目駅の開業
1878年2月1日、アールズ・コート・ロードの西側の現在の位置に、より大きな駅として移設開業した。
1878年5月5日、ミッドランド鉄道が「スーパー・アウター・サークル」系統の運行を開始し、当駅を経由するようになった。しかしこの系統は成功せず、1880年9月30日には運行を終了した。

### 20世紀
1900年代の10年間、アールズ・コート駅には様々な出来事があった。
20世紀に入り、バスや新しい路面電車との競争にメトロポリタン・ディストリクト鉄道の乗客数は減少していた。そこで、競争力をつけるために路線の電化を計画し始めた。1900年、アールズ・コート駅とハイ・ストリート・ケンジントン駅との間で電化のテストがされ、6ヶ月間実験的の電車運行が行われた。直通運転をするメトロポリタン鉄道との間で電化方式に関する長期の交渉が続けられた後、1903年にメトロポリタン・ディストリクト鉄道の最初の電化区間が開業した。当駅区間の電化は、1905年7月1日より開始された。
1900年6月30日より、1905年1月31日にアディション・ロード駅にまでミドル・サークル系統が短縮されるまでの間、ミドル・サークルの東行きの終点となった。
1906年12月15日、グレート・ノーザン・ピカデリー・アンド・ブロンプトン鉄道（現在のピカデリー線）がハマースミス駅とフィンズベリー・パーク駅の間で開業した。ピカデリー線のアールズ・コート駅のプラットホームは深いトンネル内の地下ホームに設置された。別の駅として建設されたグロースター・ロード駅やサウス・ケンジントン駅などとは異なり、同じ駅として建設され、既存の駅舎からホームへとエレベーターが直接下る構造とされた。
1908年12月31日、アウター・サークルは当駅から東のマンション・ハウス駅までの運行を廃止し、アールズ・コートが終点となった。この日よりアウター・サービスはロンドン&ノースウェスタン鉄道（LNWR, successor to the NLR）により運行されている。1912年には再び短縮され、アールズ・コート駅とウィルズデン・ジャンクション駅間のみの区間運行となった。
1911年には、ピカデリー線ホームへのアクセスとして、ロンドン地下鉄の最初のエスカレーターが建設された。このエスカレーターは、ディストリクト線ホームの下の新しい通路から、グレート・ノーザン・ピカデリー・アンド・ブロンプトン鉄道のホームへと下るものである。
1915年、アールズ・コート・ロードに面する駅舎が新たにハリー・フォード (Harry Ford) の設計により建設された。
1936年から37年までの間に、ワーウィック・ロード側の駅舎も近代的なガラスとレンガを用いた駅舎に再築された。
第2次世界大戦の間、ウェストロンドン線が空襲の被害を受けて廃止されたため、1940年10月2日にウィルズデン・ジャンクション駅とアールズ・コート駅の間の運行が中止された。ケンジントン（オリンピア）駅までは、1946年12月20日に運行再開されたが、オリンピア展示場の開場時間の間のみ営業された時だけ走る形とされた。

### 近年
1960年代には、ワーウィック・コート出口の上に、駅事務室としてガラスを主体とする円筒形の駅舎が新たに建設された。
1986年からは、展示場の開場時間に関わらず、ケンジントン（オリンピア）駅までの列車が終日運行されるようになった。
1990年代に、駅構内の移動が不便であることに対応するため、ディストリクト線のホームから、2つの駅改札を繋ぐ高い位置にある通路に繋がる新しい跨線橋へと、新たにエレベーターが設置された。
2007年11月から、駅では屋根の補修工事が行われた。工事は夜間に行われ、駅のそこらじゅうに足場が組み立てられていた。2008年12月17日からその足場を解体し、プラットホームを元の状態に戻した。

## 運行
様々な系統の運行が可能ではあるが、系統は現在は以下のものに絞って簡素化されている。
- ケンジントン（オリンピア）支線 - アールズ・コート駅 - エッジウェア・ロード支線
- ウィンブルドン支線 - アールズ・コート駅 - エッジウェア・ロード支線
- ウィンブルドン支線 - アールズ・コート駅 - 本線
- イーリング支線 - アールズ・コート駅 - 本線

## バス路線
ロンドンバスの74、328、430、C1、C3系統と、深夜バスのN31、N74、N97系統が発着する。

## 駅周辺
- ザ ガーデン ビュー ホテル ロンドン
- K+K ジョージ ホテル
- テスコ

駅の目の前（西側）にアールズ・コート・エキシビション・センターがあった。

## 隣の駅
ロンドン交通局
ロンドン地下鉄
■ディストリクト線
ケンジントン（オリンピア）支線 - エッジウェア・ロード支線
ケンジントン（オリンピア）駅 - アールズ・コート駅 - ハイ・ストリート・ケンジントン駅
ウィンブルドン支線 - エッジウェア・ロード支線
ウェスト・ブロンプトン駅 - アールズ・コート駅 - ハイ・ストリート・ケンジントン駅
ウィンブルドン支線 - 本線
ウェスト・ブロンプトン駅 - アールズ・コート駅 - グロースター・ロード駅
イーリング支線 - 本線
ウェスト・ケンジントン駅 - アールズ・コート駅 - グロースター・ロード駅
■ピカデリー線
バロンズ・コート駅 - アールズ・コート駅 - グロースター・ロード駅

## 参照
1. ↑  “Step free Tube Guide” (PDF). Transport for London. 2015年6月3日時点のオリジナルよりアーカイブ。2009年12月31日閲覧。
2. ↑  “Multi-year station entry-and-exit figures” (XLS). London Underground station passenger usage data.  ロンドン交通局 (2014年). 2015年3月31日閲覧。
3. ↑  ブリティッシュ・ヒストリー・オンライン
4. ↑  British History Online
5. ↑  “Earls Court Station”.  ロンドン交通局. 2016年8月7日閲覧。